# Paradoxostoma tenuissimum
Paradoxostoma tenuissimum är en kräftdjursart som först beskrevs av Norman 1868.  Paradoxostoma tenuissimum ingår i släktet Paradoxostoma och familjen Paradoxostomatidae. Inga underarter finns listade i Catalogue of Life.